# Cosimo Ulivelli
Cosimo Ulivelli, (Florence, 1625 - Santa Maria a Monte, 1705) est un peintre italien baroque, qui fut actif au XVIIe siècle.

## Biographie
Cosimo Ulivelli, peintre italien de la période baroque, fut actif principalement à Florence après avoir été l'élève du peintre Baldassare Franceschini.
Il a peint des fresques sur les tympans des parois de la nef de la Basilica della Santissima Annunziata à Florence.

## Œuvres
- Fresques, Santissima Annunziata, Florence.
- Saint Dominique convertit les hérétiques, Saint Dominique avec trois saints, Saint Dominique ressuscitant 40 pèlerins, Saint Dominique guérissant la femme malade (tympans de la fresque du cycle de La Vie de saint Dominique) (1698), musée du couvent San Marco, Florence.
- La Maddalena, (Madeleine),
- Enlèvement d'Orithye par Borée, musée des beaux-arts de Dole.
- L’enlèvement de Chloris, huile sur toile, Musée Jeanne d'Aboville de La Fère
- Fresques du cloître du monastère des Augustins, Florence.

## Sources
- (en) Cet article est partiellement ou en totalité issu de l’article de Wikipédia en anglais intitulé « Cosimo Ulivelli » (voir la liste des auteurs).